# Rheder Ampel

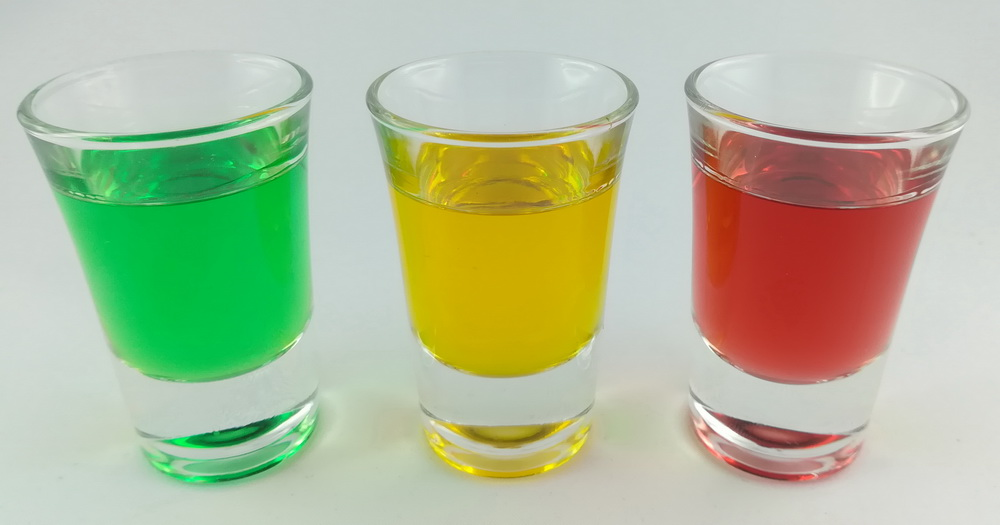
Die Original Rheder Ampel hat 32 % Alkohol und besteht aus drei Likören: Schlehe (rot), Anis (gelb) und Pfefferminz (grün).

Die Rheder Ampel ist eine regionale Likör-Spezialität aus der Stadt Rhede, bestehend aus Schlehe (rot), Anis (gelb) und Pfefferminz (grün) mit 32 Volumenprozent Alkoholanteil. Die Idee geht auf die Haushälterin und Gastwirtin Anna Finke ("Tante Änne") und den Rheder Brennereibesitzer Josef Tebrügge zurück.

## Name und Geschichte
Der Ursprung der Idee ist unklar. Nach einer Version soll die erste Verkehrsampel in der Landeshauptstadt Düsseldorf die stadtbekannte Rheder Gastwirtin Anna Finke, genannt Tante Änne, Anfang der 50er Jahre dazu motiviert haben, mit einer eigenen Ampel aus unterschiedlich gefärbten Likören gleichzuziehen. Nach einer anderen Erzählung war es die erste Ampel in Rhede, die die Initialzündung bildete. Die Zutaten für diese im wahrsten Sinne des Wortes "Schnapsidee" entwickelte sie gemeinsam mit dem Rheder Brennereibesitzer Josef Tebrügge, bei dem sie erst als Haushälterin, später dann in der Land- und Gastwirtschaft angestellt war. Im Brennereihaus Tebrügge (gegründet 1852 und seitdem im Familienbesitz) wurden damals vor allem Doppelkorn, Magenbitter und verschiedene Liköre produziert und über Rhede und die Region hinaus vertrieben. Für die Rheder Ampel wurden auf dem Basis-Destillat von reinem Weizenkorn die Geschmacksrichtungen Schlehe, Anis und Pfefferminz als Likör aufgesetzt. Die Getränkekombination wurde erst in der hauseigenen Gastwirtschaft, später auch in Ladengeschäften vertrieben.

## Bedeutung und Trinkritual
Heute ist die Rheder Ampel ein fester Bestandteil im Tourismusmarketing der Region, wird in einigen Gaststätten ausgeschenkt und auf Führungen angepriesen. Über die Reihenfolge, wie man die Ampel trinken soll, gibt es unterschiedliche Ansichten. Eine geht so: Wer am Abend noch was vorhat, trinkt die Ampel von rot nach grün. Wer nach Hause will, trinkt sie von grün nach rot.

## Weblink
- Informationen zur "Rheder Ampel", der Brennerei und Tante Änne